# إميليو غونزاليس ماركيز
إميليو غونزاليس ماركيز (بالإسبانية: Emilio González Márquez)‏ هو سياسي مكسيكي، ولد في 12 نوفمبر 1960 في المكسيك. حزبياً، نشط في حزب العمل الوطني. وقد انتخب عضو مجلس النواب المكسيك وانتخب Governor of Jalisco ‏.